# Kiryu (gruppo musicale)
I Kiryu (己龍?) sono un gruppo musicale folk metal giapponese, formato il 17 settembre 2007, appartenente alla corrente visual kei.
Le sonorità e l'immagine della band si ispira al concept dell'antico Giappone e le sue tradizioni in un contesto moderno.
Dal 2011, i membri del gruppo hanno formato inoltre una seconda band parallela, chiamata My Dragon (マイドラゴン'?), nella quale si presentano con nomi d'arte ed immagine differenti. Lo stile di questo progetto è j-pop.

## Membri
- Kurosaki Mahiro (黒崎 眞弥) - Voce
- Sakai Mitsuki (酒井 参輝) - Chitarra
- Kujo Takemasa (九条 武政) - Chitarra
- Ishiki Hiyori (一色 日和) - Basso
- Tokai Junji (遠海 准司) - Batteria

## Discografia

### Album in studio
| Anno | Titolo                     | Giappone |
| ---- | -------------------------- | -------- |
| 2010 | Meikyō Shisui (明鏡止水)   | 3        |
| 2011 | Mugen Hōyō (夢幻鳳影)      | 27       |
| 2012 | Shuka Ensen (朱花艶閃)     | 12       |
| 2014 | Kyouka Suigetsu (暁歌水月) | 7        |
| 2016 | Hyakki Suigetsu (百鬼夜行) | -        |
| 2018 | Tenseirin'ne (転生輪廻 )   | -        |

### Raccolte
- 2009 - Shock Edge 2009 (#7 "Shinshoku")

### EP
- 2008 - Shuugetsu Heika (羞月閉花)

### Singoli
- 2008 - Another Side (アナザーサイド)
- 2008 - Shishoku / Saigo no Koi (紫蝕 / 最後ノ恋)
- 2009 - Akaku Chiru Boku no Ao (朱ク散ル僕ノ蒼)
- 2009 - Tsuki no Hime (月ﾉ姫)
- 2010 - Minazakura (水無桜)
- 2010 - Ruru (屡流)
- 2011 - Kisai (鬼祭)
- 2011 - Kyousei (叫声)
- 2012 - Shuka Ensen(朱花艶閃)
- 2012 - tomoshibi (灯)